# Иверовское
Иверовское — деревня в Старицком районе Тверской области, входит в состав сельского поселения «Паньково». 

## География
Деревня расположена в 10 км на восток от центра поселения деревни Паньково и в 24 км на северо-восток от города Старица. 

## История
В 1890 году в селе построена каменная Никольская церковь с 3 престолами.
В конце XIX — начале XX века село входило в состав Иверовской волости Старицкого уезда Тверской губернии. 
С 1929 года деревня являлась центром Иверовского сельсовета Высоквского района Ржевского округа Западной области, с 1935 года — в составе Калининской области, с 1963 года — в составе Старицкого района, с 1994 года — в составе Новского сельского округа, с 2005 года — центр Паньковского сельского поселения, с 2012 года — в составе сельского поселения «Паньково».

## Население
| 1859 | 1886 | 2002 | 2008 | 2010 |
| ---- | ---- | ---- | ---- | ---- |
| 264  | ↗309 | ↘32  | ↗36  | →36  |

## Достопримечательности
В деревне расположена действующая Храм-часовня Рождества Христова (2006).